# I-3 (Bulgarien)
Die I-3 (bulgarisch Републикански път І-3 Republikanski pat I-3, also Republikstraße I-3) ist eine Hauptstraße (erster Ordnung) in Bulgarien. Sie führt von Bjala nach Botewgrad und hat eine Länge von 203 km, wobei sie über fünf Oblaste verläuft. Sie ist in ihrer ganzen Länge mit der Europastraße 83 deckungsgleich.

## Verlauf
Die Straße beginnt 6 km von Bjala entfernt an einer Kreuzung mit der I-5. Von dort führt sie durch landwirtschaftliches Terrain nach Plewen, wobei östlich dieser Stadt die Straße II-35 und deren nördliche Fortsetzung, die II-34, gekreuzt werden. Die Stadt wird nördlich umfahren, wobei danach sich die Richtung nach Südwesten hin ändert. Sie umfährt Dolni Dabnik, wo die II-13 einmündet, und führt danach weiter nach Lukowit. Weiter nach Süden trifft sie bei Jablaniza auf die A2 „Hemus“. Sie folgt mehr oder weniger dem Verlauf der Autobahn Richtung Sofia. Hier ist die Strecke kurvenreicher. Vor der Stadt Botewgrad hat sie einen Verkehrsknoten mit der II-17. Die II-17 umfährt die Stadt im Norden. Die Republikstraße I-3 endet im Westen der Stadt, an einer Kreuzung mit der I-1, welche nach Sofia bzw. nach Widin führt.